# Julija Mykytenko

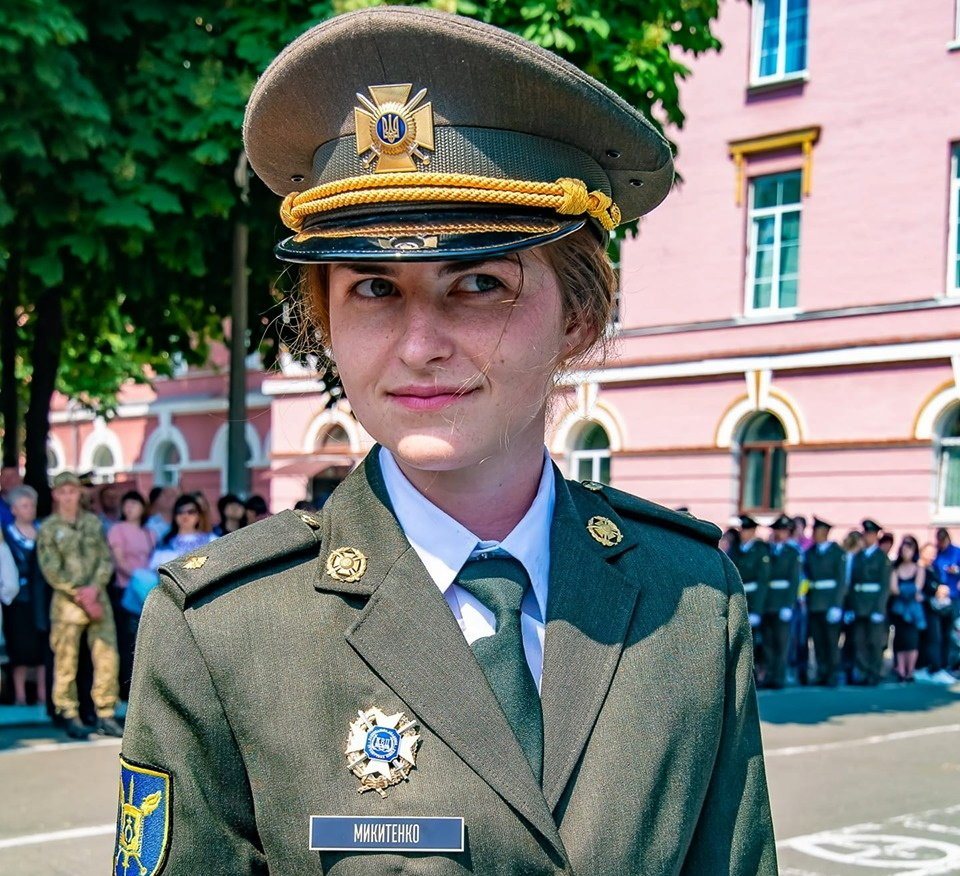
Julija Mykytenko (2020)

Julija Mykolajiwna Mykytenko (ukrainisch Юлія Миколаївна Микитенко, * 18. Juli 1995 in Kiew) ist eine ukrainische Offizierin und Aktivistin.

## Biografie
Von Ende November 2013 bis Februar 2014 war sie als der Mitglied der Widsitsch am Euromaidan beteiligt und verteidigte die Politik der friedlichen Proteste. Ihr Zelt auf dem Majdan Nesaleschnosti war in der Nähe des Ljadski-Tors, das damals von der Polizei umstellt wurde. Ein Mann, der neben ihr stand, wurde niedergeschossen. Sie absolvierte die Nationale Universität Kiew-Mohyla-Akademie mit dem Hauptfach Philologie. Danach schloss sie dreimonatige Kurse an der Nationalen Verteidigungsuniversität der Ukraine in Kiew ab und absolvierte eine militärische Feldausbildung.
Von 2015 bis 2018 diente sie im Krieg im Donbas im 25. Bataillon „Kyjiwska Rus“ als Teil der 54. separaten mechanisierten Brigade. Sie arbeitete ein Jahr lang im Hauptquartier der Kriegszone um Switlodarsk und war mit der Erhebung und Analyse von Daten beschäftigt. Sie nutzte Twitter, um Informationen zu sammeln und soziale Netzwerke zu überwachen. Sie erhielt Informationen von Menschen aus den Regionen Donezk und Luhansk und gab sie an das ukrainische Militär weiter. 2017 ist sie zu Offizierskursen nach Lwiw geschickt worden, wurde zum Unterleutnant befördert und wurde anschließend zur Kommandantin eines Luftaufklärungszuges. Ihr Ehemann Illja, der ebenfalls ein Militärangehöriger war, fiel am 22. Februar 2018 durch AGS-Beschuss. Von 2018 bis 2020 war sie Offiziersausbilderin am Kiewer Militärlyzeum Iwan Bohun und wurde zur Ausbilderin der ersten nur aus Frauen bestandenen Klasse und Kommandantin des ersten nur aus Frauen bestandenen Zugs in der Geschichte des Lyzeums. Danach wurde sie Projektmanagerin in Förderprogrammen zur Wiedereingliederung von Veteranen.
Zu Beginn des russischen Überfalls am 24. Februar 2022 wurde Mykytenko mobilisiert. Zunächst hatte sie in einer Division in Kiew während der Schlacht um die Stadt gedient und leitete, nachdem die Situation sich dort stabilisiert hat, einen Luftaufklärungszug in der Oblast Donezk. Sie wurde zum Oberleutnant befördert.
Über Mykytenko wurde in internationalen Medien wie Deutsche Welle, RFE/RL, Taiwan News und The Irish Times berichtet.
Mykytenko ist eine russische Muttersprachlerin, spricht zudem Englisch, Deutsch und Polnisch und hat außerdem Altkirchenslawisch und Latein studiert.
Über ihre Erfahrungen im Krieg hat Julija Mykytenko zusammen mit Lara Marlowe ein Buch geschrieben, das unter dem Titel "Ein Glück, dass ich den Tod nicht fürchte" in deutscher Übersetzung beim Verlag Tropen am 15. Februar 2025 erschienen ist (ISBN 978-3608502824).

## Privates
Die Familie Mykytenko hat entfernte Verwandte in Moskau.
Julijas Vater Mykola, der ebenfalls ein Militärangehöriger war, war gegen die Politik von Präsident Wolodymyr Selenskyj und der Regierung, durch die Truppenauflösungen und Schießverbote angeordnet wurden und das Gebiet um Switlodarsk an Russland aufgegeben wurde. Er hatte eine posttraumatische Belastungsstörung und es fiel ihm schwer, sich in der Gesellschaft zurechtzufinden. Am 11. Oktober 2020 zündete er sich selbst an und starb. Sein letzter Beitrag auf Facebook lautete: „Ich möchte nur, dass die Ukraine unabhängig wird.“ Danach sammelte Julija Geld für die Produktion eines Dokumentarfilms über ihren Vater.

## Auszeichnungen
- Orden für Tapferkeit 3. Klasse (2022)[12]
- Bohdan-Chmelnyzkyj-Orden 3. Klasse (2024)[13]